# أرييل شولمان
أرييل شولمان (بالإنجليزية: Ariel Schulman)‏ هو مخرج أمريكي، ولد في 2 أكتوبر 1981 في نيويورك في الولايات المتحدة.

## وصلات خارجية
- أرييل شولمان على موقع IMDb (الإنجليزية)
- أرييل شولمان على موقع ألو سيني (الفرنسية)
- أرييل شولمان على موقع أول موفي (الإنجليزية)
- أرييل شولمان على موقع بوكس أوفيس موجو (الإنجليزية)
- أرييل شولمان على موقع قاعدة بيانات الأفلام السويدية (السويدية)
- أرييل شولمان على موقع قاعدة بيانات الفيلم (الإنجليزية)
- أرييل شولمان على موقع كينوبويسك (الروسية)